# Loqueffret
Loqueffret (tiếng Breton: Lokeored) là một xã của tỉnh Finistère, thuộc vùng Bretagne, miền tây bắc Pháp.

## Dân số
Người dân ở Loqueffret được gọi là Loqueffretois.